# Félix Hubert d’Hérelle

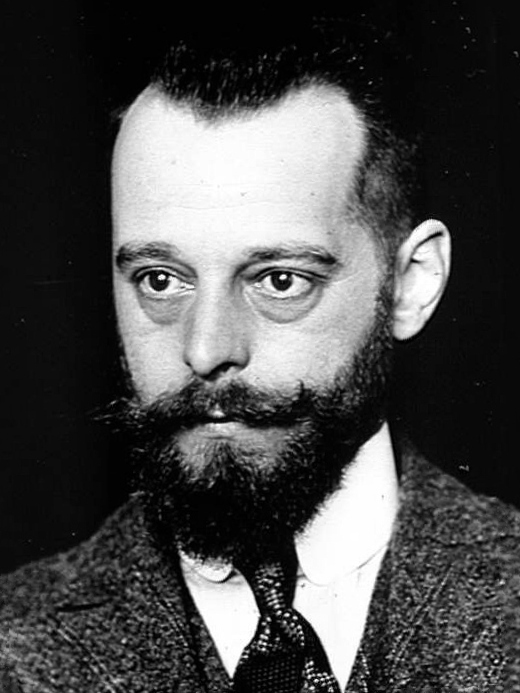
Félix Hubert d’Hérelle, um 1905

Félix Hubert d’Hérelle (* 25. April 1873 in Paris; † 22. Februar 1949 ebenda) war ein frankokanadischer Biologe und führender Mikrobiologe. Er gilt neben Frederick Twort als einer der Entdecker der Bakteriophagen (Viren, die sich in Bakterien vermehren), der sogenannten „Bakterienfresser“. Ihren Namen verdanken sie d’Hérelle. im Jahr 1919 behandelte er erstmals einen Ruhr-Patienten mit Bakteriophagen-Lösungen. Der Patient wurde geheilt, und der exzentrische d’Hérelle avancierte zum Pionier der Bakteriophagentherapie, die bald von anderen Medizinern angewandt wurde.

## Jugendzeit
Félix d’Hérelle wurde in Paris geboren. Er besuchte die l’Ecole Monge (Lycée Condorcet) und danach das Lycée Louis-le-Grand in Paris. Sein Vater, der 30 Jahre älter als seine Mutter war, starb, als Félix sechs Jahre alt war. Als Sechzehnjähriger bereiste er mit dem Fahrrad Westeuropa, besuchte nach Beendigung der Schulzeit mit 17 Jahren Südamerika, danach das übrige Europa und die Türkei, wo er seiner späteren Frau Marie Claire begegnete.

## Werdegang als Wissenschaftler
D’Hérelle war ein wissenschaftlicher Autodidakt. Mit 24 Jahren, nun Vater einer Tochter, siedelte er mit seiner Familie nach Kanada über. Dort richtete er sich ein Privatlabor ein und bildete sich anhand von Büchern und durch eigene experimentelle Untersuchungen in der Mikrobiologie fort. Sein Geld verdiente er mit Arbeiten für die kanadische Regierung, für die er die Gärung und Destillation des Ahornsirups zu Schnaps untersuchte. Er arbeitete auch als Arzt für eine geologische Expedition, obwohl er keinen medizinischen Grad hatte und medizinisch unerfahren war. Zusammen mit seinem Bruder investierte er fast sein ganzes Geld in eine Schokoladenfabrik, die bald Bankrott machte.
Als sein Geld fast aufgebraucht und seine zweite Tochter geboren war, schloss er einen Vertrag mit der Regierung von Guatemala, die ihn als Bakteriologe am Krankenhaus in Guatemala-Stadt anstellte. Nebenbei sollte er ein Verfahren zur Gewinnung von Whisky aus Bananen entwickeln. Das raue und gefährliche Landleben war für seine Familie anstrengend, aber d’Hérelle, im Herzen immer Abenteurer geblieben, genoss es, nah am „wirklichen Leben“ zu arbeiten, verglichen mit dem sterilen Klima einer „zivilisierten“ Klinik. Er gab später an, dass sein wissenschaftlicher Weg mit dieser Arbeit begann. Im Jahr 1907 nahm er ein Angebot der mexikanischen Regierung an, seine Studien zur Gärung fortzusetzen. Er zog mit seiner Familie auf eine Sisal-Plantage nahe Mérida (Yucatán), wo er nach gesundheitlichen Rückschlägen im Jahr 1909 eine Methode zur Produktion von Sisalschnaps erfolgreich entwickelt hatte.
Notwendige Maschinen für die Massenproduktion wurden in Paris bestellt, wo er die Montage der Maschinen beaufsichtigte und in seiner spärlichen Freizeit in einem Labor am Institut Pasteur arbeitete. Das Angebot, den neuen mexikanischen Betrieb zu leiten, schlug er mit dem Hinweis aus, dies sei zu langweilig. Er nutzte die verbleibende Zeit auf der Plantage, um eine Heuschrecken-Plage zu stoppen, indem er ein für die Heuschrecken schädliches Bakterium aus deren Darm isolierte, vermehrte und wieder gegen die Heuschrecken einsetzte.
D’Hérelle zog im Frühjahr 1911 mit seiner Familie nach Paris, wo er wieder als unbezahlter Assistent in einem Labor am Institut Pasteur arbeitete. Im gleichen Jahr fand er in wissenschaftlichen Kreisen Beachtung, als die Ergebnisse seines erfolgreichen Versuchs, der mexikanischen Heuschreckenplage mit dem Coccobacillus zu begegnen, veröffentlicht wurden. Als er zum Jahresende Argentinien besuchte, bot man ihm die Möglichkeit, seine neuen Erkenntnisse zur Bekämpfung der Heuschrecken in viel größerem Umfang als bisher zu überprüfen. So bekämpfte er 1912 und 1913 auch die argentinische Heuschreckenplage mit dem Coccobacillus. Obwohl Argentinien d’Hérelles Erfolg nicht uneingeschränkt würdigte, wurde er von anderen Ländern eingeladen, seine Methode vorzustellen.
Während des Ersten Weltkrieges produzierte d’Hérelle mit seinen Assistenten (darunter auch seine Frau und seine Töchter) über zwölf Millionen Dosen Medikation für das verbündete Militär. Zu diesem Zeitpunkt der Geschichte waren bestimmte medizinische Behandlungsmethoden verglichen mit heutigen Standards eher einfach. Der von Edward Jenner entwickelte Pockenimpfstoff war einer der wenigen vorhandenen Impfstoffe. Ein erstes Mittel gegen bakterielle Infektionen war das arsenhaltige Arsphenamin, das vor allem bei Syphilis eingesetzt wurde; es hatte jedoch starke Nebenwirkungen.
Im Jahr 1915 entdeckte der britische Bakteriologe Frederick W. Twort ein bislang unbekanntes Agens, das Bakterien infizierte und abtötete, jedoch verfolgte er die Frage nach der Natur dieses Agens nicht weiter. Unabhängig davon wurde am 3. September 1917 die Entdeckung einer „unsichtbaren, dem Ruhrbazillus entgegenwirkenden Mikrobe“ durch d’Hérelle bekannt gegeben. Vorangegangen waren Untersuchungen an Ruhr erkrankter Soldaten, wobei er auf das Phänomen verschwindender Bakterienkulturen stieß. Er konnte diesen Vorgang auf winzige Viren zurückführen, die als Parasiten Bakterien befallen und zerstören.
Die Isolierung von Phagen durch d’Hérelle erfolgte folgendermaßen:
1. Ein klares Nährmedium wurde mit Bakterien beimpft; nach Stunden trübt es sich.
2. Die Bakterien im eingetrübten Nährmedium wurden mit Phagen infiziert und starben ab, wobei neue Phagen produziert wurden; das Nährmedium klarte wieder auf.
3. Das Nährmedium wurde durch einen Porzellanfilter filtriert, der Bakterien und andere größere Objekte zurückhielt; die winzigen Phagen konnten den Filter passieren.

Im Frühjahr 1919 isolierte d’Hérelle Phagen aus Hühnerkot und behandelte damit erfolgreich eine Form des Hühnertyphus. Diese erfolgreich am Tier verlaufenen Versuche ermunterten d’Hérelle, ähnliche Behandlungsmethoden am Menschen zu erproben; so konnte im August 1919 der erste Patient mit seiner Bakteriophagentherapie geheilt werden.
Zu dieser Zeit wusste jedoch noch niemand etwas von der Existenz der Bakteriophagen. Der deutsche Mikrobiologe Philalethes Kuhn entwickelte zwar zeitgleich ebenfalls eine Theorie zur Existenz von Bakterienparasiten, die er als Pettenkoferien bezeichnete. Die Ergebnisse von d’Hérelle sah er dabei als Sonderfall dieser Parasiten an. Wie sich später zeigte, beruhten seine Beobachtungen jedoch lediglich auf Formveränderungen der kultivierten Bakterien und nicht auf der Existenz eines Bakterienparasiten.
Erst nachdem Ernst Ruska im Jahr 1931 das Transmissionselektronenmikroskop konstruiert hatte, konnte sein Bruder Helmut Ruska im Jahr 1939 Bakteriophagen beobachten. D’Hérelle vermutete, dass sie sich reproduzierten, indem sie die Bakterien irgendwie „fraßen“. Später konnte diese Idee im Prinzip bestätigt werden. Andere nahmen als Ursache für die Bakterienlyse eher leblose Agenzien an, zum Beispiel Proteine, die schon in den Bakterien vorhanden sind und nur die Freisetzung ähnlicher Proteine auslösen sollten, welche die Bakterien töten. Wegen dieser Ungewissheit und der Unbekümmertheit, mit der d’Hérelle seine Phagentherapie beim Menschen anwandte, sah er sich ständigen Angriffen anderer Wissenschaftler ausgesetzt.
Im Jahr 1920 reiste d’Hérelle nach Indochina, um Studien über die Cholera und die Pest aufzunehmen, kehrte aber am Jahresende wieder zurück. D’Hérelle, offiziell immer noch ein unbezahlter Assistent, durfte schließlich seine Laborarbeit – wie er später erklärte – wegen eines Streites mit dem stellvertretenden Direktor des Instituts Pasteur, Albert Calmette, nicht weiterführen. Der Biologe Édouard Pozerski (Édouard de Pomiane; 1875–1964) ermöglichte d’Hérelle die Fortsetzung seiner Labortätigkeit. Diesem gelang im Jahr 1921, ein Buch mit seinen Arbeiten als offizielle Institutspublikation an Calmette vorbei zu veröffentlichen. Im folgenden Jahr stieß die Phagentherapie in Westeuropa bei Ärzten und Wissenschaftlern auf verstärktes Interesse und konnte bei verschiedenen Krankheiten erfolgreich eingesetzt werden. Da in seltenen Fällen Bakterien resistent gegenüber einzelnen Phagentypen wurden, schlug d’Hérelle vor, „Phagen-Cocktails“ mit verschiedenen Phagenstämmen für die Phagentherapie zu verwenden.
Nach kurzer Tätigkeit an der Universität Leiden nahm d’Hérelle eine Stellung beim Conseil Sanitaire, Maritime et Quarantenaire d’Egypte in Alexandria an. Dieser Rat wurde eingerichtet, um die Ausbreitung der Pest und Cholera in Europa zu verhindern. D’Hérelle verwendete bei der Behandlung pestkranker Menschen mit Erfolg Bakteriophagen, die er aus pestinfizierten Ratten während seines Besuchs im Jahr 1920 in Indochina isolieren konnte. Auch das britische Empire initiierte auf der Basis seiner Forschungsergebnisse eine breite Kampagne gegen die Pest.
Im Jahr 1927 wandte sich d’Hérelle der Erforschung der Cholera in Indien zu. Er isolierte Bakteriophagen aus Cholera-Opfern. Dazu wählte er wie üblich kein Krankenhaus mit europäischem Hygienestandard, sondern arbeitete in einem Zelt zur medizinischen Versorgung der Bevölkerung eines Elendsviertels. Seiner Theorie zufolge musste man die sterilen Krankenhäuser verlassen, um Bakterieninfektionen dort zu untersuchen und zu bekämpfen, wo sie entstehen. Dazu tropfte seine Arbeitsgruppe Bakteriophagensuspensionen in die Ziehbrunnen der Dörfer, in denen die Cholera ausgebrochen war, und reduzierte die Mortalität durch Cholera von sechzig auf acht Prozent. Da ihm eine Professur an der Yale-Universität angeboten wurde, schlug er eine Offerte der britischen Regierung aus, weiter in Indien tätig zu sein, so dass sein Indienaufenthalt nicht einmal sieben Monate währte.
D’Hérelle kam im Jahr 1933 auf Einladung Stalins nach Tiflis, Georgien und gründete dort im Jahr 1936 mit seinem Freund Georgi Eliava und mit finanzieller Unterstützung der sowjetischen Regierung das Eliava-Institut für Phagenforschung. Da Eliava nach einer undurchsichtigen Episode um eine gemeinsame Geliebte von dessen Nebenbuhler und KGB-Chef Lawrenti Beria im Jahr 1937 verhaftet und hingerichtet wurde, verließ d’Hérelle Georgien auf Dauer. Im Jahr 1948 erhielt der Phagenforscher den Prix Petit d’Ormoy. D’Hérelle starb am 22. Februar 1949 in Paris an Bauchspeicheldrüsenkrebs. Er wurde in Saint-Mards-en-Othe (Aube) beigesetzt.
Mit der Systemkonfrontation zwischen sozialistischen und kapitalistischen Staaten kam auch die fast durchgängige Spaltung der Wissenschaftswelt. Nach dem Siegeszug des Penicillins in den westlichen Industrienationen nach 1945 und der Einsatz weiterer Antibiotika gerieten die Phagen als natürliches Therapeutikum zunehmend in Vergessenheit. Heute gewinnt die Phagentherapie im Zuge der zunehmenden Antibiotikaresistenzen wieder an Bedeutung.

## Ehrungen
Im Jahr 1925 verlieh die Universität Leiden d’Hérelle für die Fortentwicklung der Phagentherapie die Ehrendoktorwürde sowie die Leeuwenhoek-Medaille, mit der nur alle zehn Jahre die Leistung eines Wissenschaftlers gewürdigt wird. Letzteres war d’Hérelle besonders wichtig, da sein wissenschaftliches Vorbild Louis Pasteur die Medaille bereits 1895 erhalten hatte.
Obwohl der Phagen-Forscher mehrfach für den Nobelpreis vorgeschlagen wurde, erhielt er ihn nie.
Im Jahr 1933 wurde er zum Mitglied der Deutschen Akademie der Naturforscher Leopoldina gewählt. Im Jahr 2007 wurde er postum in die Canadian Medical Hall of Fame aufgenommen.
Nach ihm wurde die Avenue Félix-D’Hérelle im 16. Arrondissement in Paris und die Bakteriophagen-Familie Herelleviridae (Herelleviren) benannt.